# Molophilus stewartensis
Molophilus stewartensis là một loài ruồi trong họ Limoniidae. Chúng phân bố ở miền Australasia.